# Georg Schöni

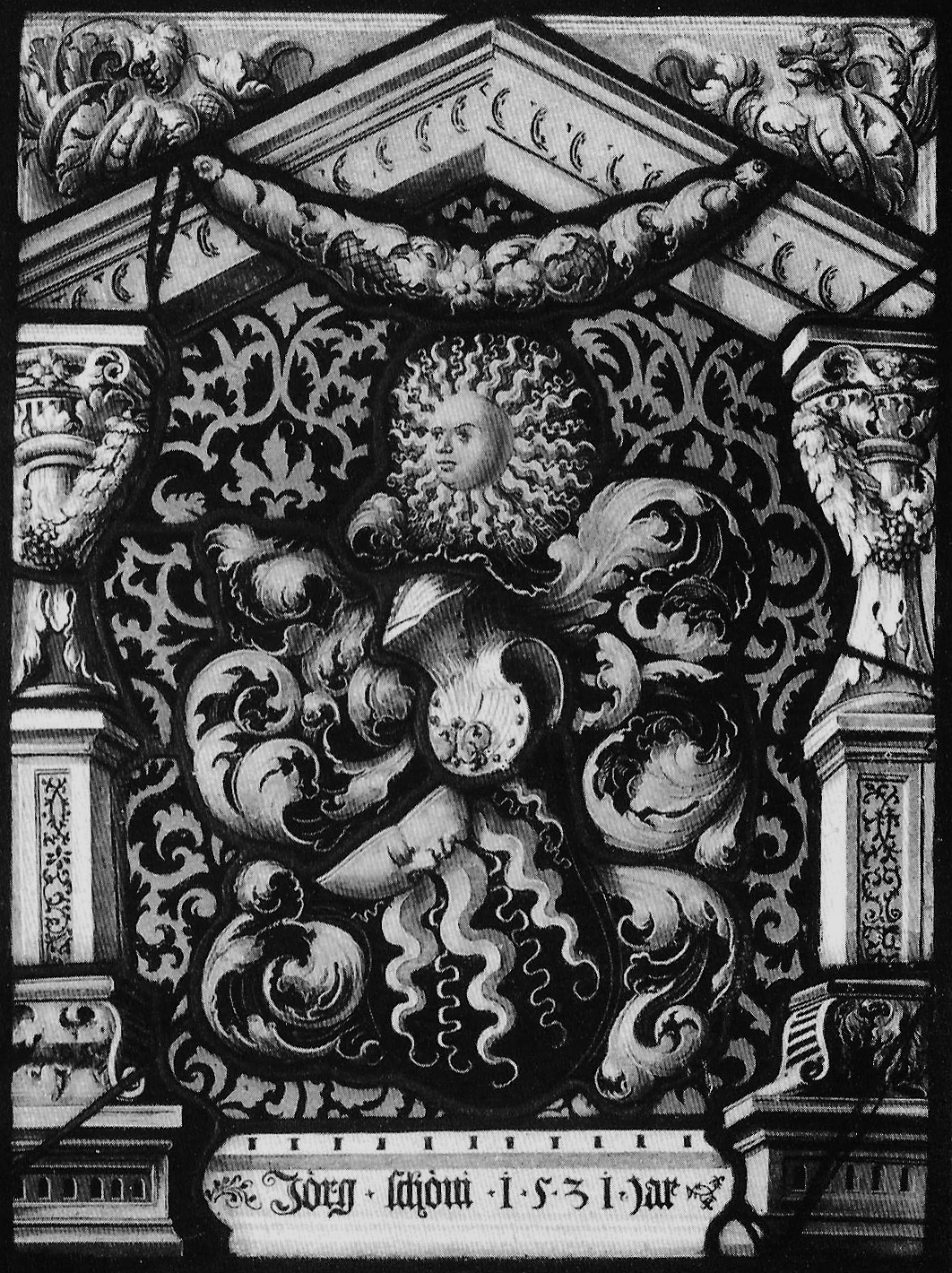
Wappenscheibe für Georg Schöni (1531)

Georg Schöni (* 1504; † 1536) war ein bernischer Magistrat.
Georg Schöni, Sohn des Christoph Schöni († 1512), Schultheissen zu Büren, gehörte ab 1525 dem bernischen Grossen Rat an und war ab demselben Jahr Deutschseckelschreiber, 1527 Gerichtsschreiber, einer von vier Schreibern an der Berner Disputation, in den Jahren 1528 bis 1530 Hofmeister zu Königsfelden, ab 1531 Mitglied des Kleinen Rats und ab 1534 Venner zu Metzgern.
Schöni war in erster Ehe verheiratet mit Margaretha Ougspurger und in zweiter Ehe mit Verena Brunner, die sich nach dem Tod Schönis mit Adrian III. von Bubenberg vermählte.